# Verena Erlacher
Verena Erlacher (Merano, 10 gennaio 1999 – Lagundo, 6 novembre 2018) è stata una calciatrice italiana, di ruolo centrocampista.

## Carriera

### Club
Originaria di Lagundo, in Alto Adige, a 15 anni ha esordito in Serie B con il Südtirol, conquistando nella stagione 2014-2015 la promozione in Serie A, dove ha disputato 19 delle 22 gare del campionato 2015-2016, concluso con la retrocessione delle bolzanine. Nelle stagioni successive ha militato nell'Unterland di Cortina sulla Strada del Vino e nel Maia Alta, squadra del suo comune natale.
È morta prematuramente il 6 novembre 2018 a Lagundo, a soli 19 anni.

### Nazionale
Nell'aprile 2015 Enrico Sbardella, in quel momento responsabile delle nazionali giovanili di calcio femminile per conto della FIGC, la convoca per vestire la maglia della nazionale italiana nella formazione che partecipa a Beja, in Portogallo, Torneo Internazionale UEFA riservato a formazioni con atlete dall'età massima di 16 anni.
In quella occasione riesce a mettersi in luce siglando la rete che al 26' fissa sul 2-0 l'incontro con le pari età del Belgio.
Le buone prestazioni offerte nel torneo e nelle successive convocazioni convincono la nuova responsabile della formazione nazionale Under-17, Rita Guarino, a inserirla in rosa nella squadra che partecipa alle qualificazioni dell'Europeo di categoria. Tra Under-16 e Under-17 totalizza 5 presenze realizzando una rete.

## Palmarès

### Club
- Campionato italiano di Serie B: 2

Südtirol: 2014-2015
- Europeada

Südtirol: 2016